# Фетер-Саунд (Флорида)
Фетер-Саунд (англ. Feather Sound) — переписна місцевість (CDP) в США, в окрузі Пінеллас штату Флорида. Населення — 3607 осіб (2020).

## Географія
Фетер-Саунд розташований за координатами 27°54′37″ пн. ш. 82°41′16″ зх. д. / 27.91028° пн. ш. 82.68778° зх. д. (27.910316, -82.687677).  За даними Бюро перепису населення США в 2010 році переписна місцевість мала площу 9,32 км², з яких 7,80 км² — суходіл та 1,52 км² — водойми.

## Демографія
Згідно з переписом 2010 року, у переписній місцевості мешкало 3420 осіб у 1785 домогосподарствах у складі 898 родин. Густота населення становила 367 осіб/км².  Було 2037 помешкань (219/км²).
Расовий склад населення:
| - 88,3 % — білих - 5,9 % — азіатів - 2,8 % — чорних або афроамериканців - 0,3 % — корінних американців |

До двох чи більше рас належало 2,2 %. Частка іспаномовних становила 5,7 % від усіх жителів.
За віковим діапазоном населення розподілялося таким чином: 14,8 % — особи молодші 18 років, 71,9 % — особи у віці 18—64 років, 13,3 % — особи у віці 65 років та старші. Медіана віку мешканця становила 42,5 року. На 100 осіб жіночої статі у переписній місцевості припадало 100,5 чоловіків;  на 100 жінок у віці від 18 років та старших — 97,2 чоловіків також старших 18 років.
Середній дохід на одне домашнє господарство  становив 92 872 долари США (медіана — 78 035), а середній дохід на одну сім'ю — 119 785 доларів (медіана — 93 682). Медіана доходів становила 53 783 долари для чоловіків та 52 188 доларів для жінок. За межею бідності перебувало 6,2 % осіб, у тому числі 3,9 % дітей у віці до 18 років та 7,5 % осіб у віці 65 років та старших.
Цивільне працевлаштоване населення становило 2152 особи. Основні галузі зайнятості: фінанси, страхування та нерухомість — 29,2 %, науковці, спеціалісти, менеджери — 22,3 %, освіта, охорона здоров'я та соціальна допомога — 18,5 %.